# Élan (Ardennes)
Pour les articles homonymes, voir Élan (homonymie).
Élan est une ancienne commune française située dans le département des Ardennes, en région Grand Est. Elle est fusionnée avec la commune de Flize depuis le 1er janvier 2019.

## Histoire
Le 1er janvier 2019, la commune fusionne avec Balaives-et-Butz, Boutancourt et Flize pour former la commune nouvelle de Flize à la suite d'un arrêté préfectoral du 23 novembre 2018.

## Politique et administration
| Période                                  | Période   | Identité          | Étiquette | Qualité                                                                           |
| ---------------------------------------- | --------- | ----------------- | --------- | --------------------------------------------------------------------------------- |
| mars 2001                                | juin 2004 | Jean-Pierre Pahon |           |                                                                                   |
| juin 2004                                | mars 2008 | Denis Laporte     |           |                                                                                   |
| mars 2008                                | 2017      | Béatrice Bonnin   |           | Contremaître Vice-présidente d'Ardenne Métropole chargée du développement durable |
| Les données manquantes sont à compléter. |           |                   |           |                                                                                   |

## Démographie
L'évolution du nombre d'habitants est connue à travers les recensements de la population effectués dans la commune depuis 1793. Pour les communes de moins de 10 000 habitants, une enquête de recensement portant sur toute la population est réalisée tous les cinq ans, les populations de référence des années intermédiaires étant quant à elles estimées par interpolation ou extrapolation. Pour la commune, le premier recensement exhaustif entrant dans le cadre du nouveau dispositif a été réalisé en 2005.

En 2016, la commune comptait 74 habitants, en évolution de −3,9 % par rapport à 2010 (Ardennes : −2,97 %, France hors Mayotte : +2,11 %).
| 1793 | 1800 | 1806 | 1821 | 1831 | 1836 | 1841 | 1846 | 1851 |
| ---- | ---- | ---- | ---- | ---- | ---- | ---- | ---- | ---- |
| 170  | 185  | 194  | 172  | 182  | 201  | 191  | 203  | 192  |

| 1866 | 1872 | 1876 | 1881 | 1886 | 1891 | 1896 | 1901 | 1906 |
| ---- | ---- | ---- | ---- | ---- | ---- | ---- | ---- | ---- |
| 164  | 171  | 175  | 180  | 203  | 197  | 182  | 154  | 160  |

| 1911 | 1921 | 1926 | 1931 | 1936 | 1946 | 1954 | 1962 | 1968 |
| ---- | ---- | ---- | ---- | ---- | ---- | ---- | ---- | ---- |
| 165  | 129  | 114  | 106  | 99   | 110  | 128  | 106  | 86   |

| 1975 | 1982 | 1990 | 1999 | 2005 | 2006 | 2010 | 2015 | 2016 |
| ---- | ---- | ---- | ---- | ---- | ---- | ---- | ---- | ---- |
| 86   | 74   | 79   | 77   | 80   | 78   | 77   | 74   | 74   |

## Culture locale et patrimoine

### Lieux et monuments

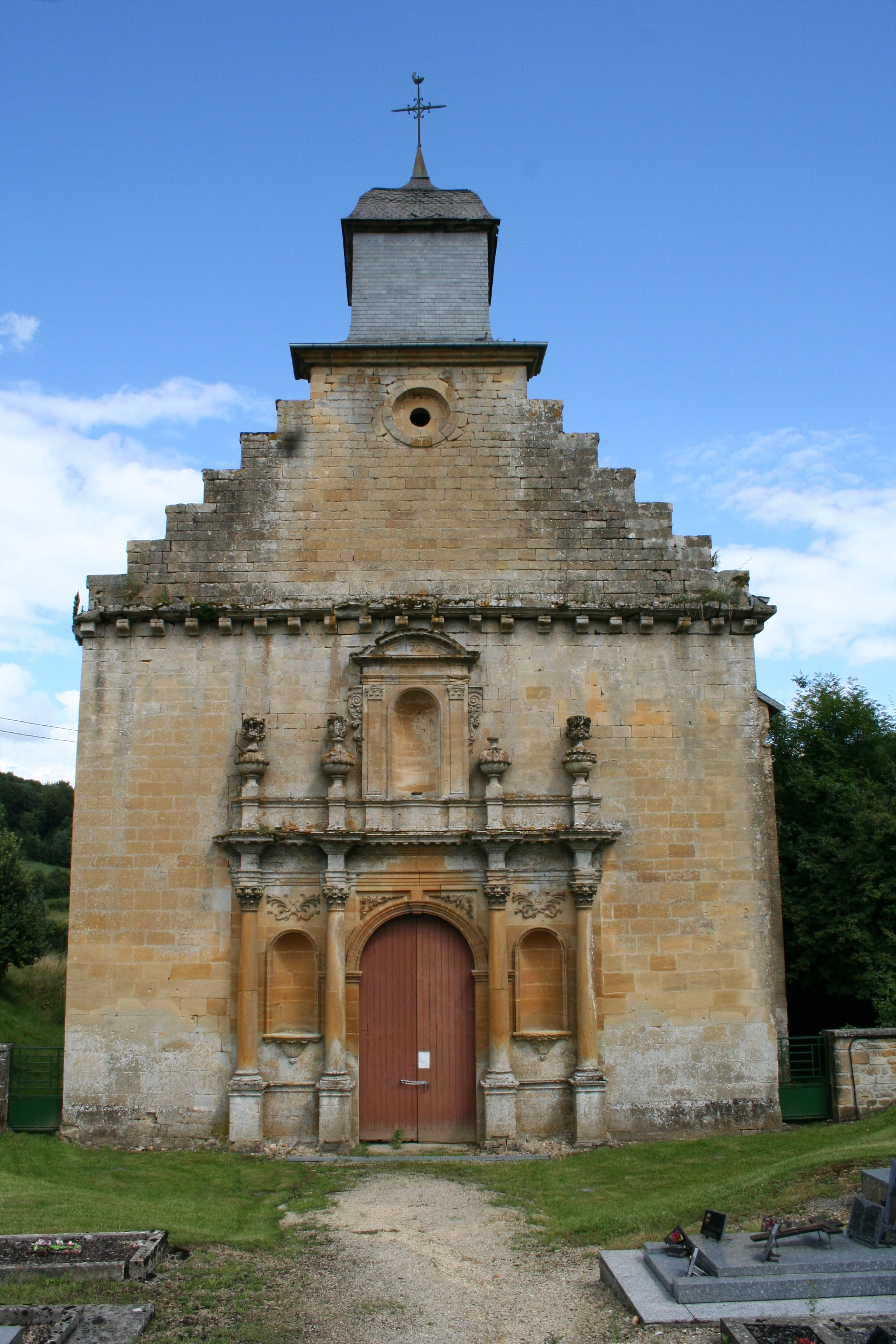
L'église Notre-Dame d'Élan.

- L'église Notre-Dame d'Élan, inscrit au titre des monuments historiques en 1946[7].
- L'abbaye d'Élan, abbaye cistercienne flanquée de quatre tourelles fondée par le comte de Rethel en 1148. La charpente en châtaignier datant de la fin du XVIe, début du XVIIe siècle est assez remarquable puisqu'elle est en forme de bateau renversé (toit en carène à la Philibert Delorme). Elle fut bâtie pour les moines cisterciens qui à leur apogée étaient plus de 200 à vivre à l'abbaye dont le grenier servait de dortoir aux moines. L'édifice est inscrit au titre des monuments historiques en 1946[8].
- Le site de Saint-Roger : une fontaine (succession de bassins) et une petite chapelle à l'orée du bois dans une clairière.

### Héraldique
| Armes d’Élan | Les armes d’Élan se blasonnent ainsi : D’azur à l’écusson ovale de gueules chargé de deux râteaux démanchés de six dents d’or l’un sur l’autre et d’une bordure du même au pourtour cannelé, surmonté d’une mitre posée en bande et d’une tête de crosse posée en barre, le tout aussi d’or. |